# Posizioni femministe nei riguardi della sessualità
Le posizioni prese dal femminismo nei confronti della sessualità in genere possono variare anche di molto, a seconda dei singoli gruppi e persone interessate. Molte femministe, in particolare quelle inglobate nel femminismo radicale, sono molto critiche nei riguardi di ciò che vedono come un'oggettivazione e uno sfruttamento sessuale (una vera e propria schiavitù sessuale) nei mezzi di comunicazione di massa e all'interno della società. Le femministe radicali si oppongono spesso all'industria del sesso, tra cui si annovera anche l'opposizione alla prostituzione e alla pornografia.
Altre femministe si definiscono invece come esponenti di un vero e proprio femminismo sessuale positivo (o "femministe positive nei confronti del sesso") e ritengono che un'ampia varietà di espressioni della sessualità femminile possa anche rappresentare un potere nelle mani delle donne quando esse sono liberamente scelte. Alcune femministe sostengono poi gli sforzi per riformare l'industria del sesso e farla così diventare meno intrisa di sessismo, come ad esempio il movimento della pornografia femminista.

## Guerre sessuali femministe

### Controversie femministe sul sesso
Le battaglie sessuali femministe (e il suo sottoinsieme costituito dalla battaglie sessuali lesbiche), o più semplicemente le "guerre sessuali" o "guerre pornografiche"), furono degli accesi dibattiti tra femministe verificatisi alla fine degli anni settanta e all'inizio degli anni ottanta. Le due opinioni in contrapposizione erano caratterizzate da gruppi antiporno e da altri pro-sesso con disaccordi riguardanti la sessualità, la storia della rappresentazione erotica, la pornografia, il sadomasochismo, il ruolo delle donne transessuali (MtF) all'interno del femminismo lesbico e altre questioni sessuali.
Il dibattito finì col corrodere dall'interno il movimento, trovatosi coinvolto nel confronto tra femministe antipornografiche e altre femministe autodefinitesi "sessopositive", con il risultato che il femminismo si è trovato profondamente diviso al riguardo. Tali "guerre sessuali femministe" sono a volte considerate parte della divisione che ha portato alla fine all'era della seconda ondata femminista e all'inizio della terza ondata femminista.
Uno degli scontri più significativi avvenuti tra femministe anti-pornografia e femministe sessopositive si è verificato alla "Barnard Conference on Sexuality" del 1982. Le femministe anti-pornografia sono state escluse dalla commissione di pianificazione degli eventi, hanno quindi organizzato delle manifestazioni al di fuori della conferenza per dimostrare tutto il loro disprezzo.

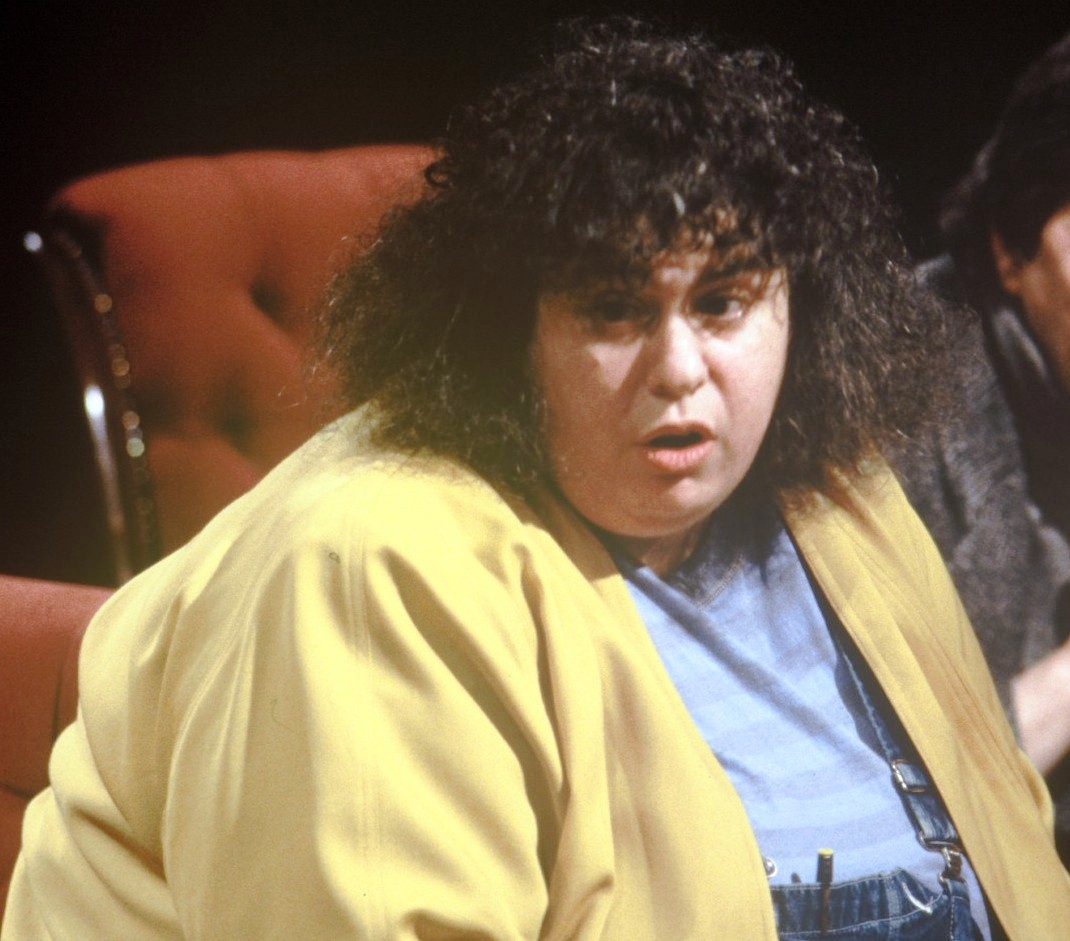
Andrea Dworkin è stata una femminista che ha fortemente attaccato la pornografia e l'industria del sesso.

### Critica femminista dello sfruttamento sessuale e dell'industria del sesso
Molte femministe denunciano le industrie del sesso come esempi di sfruttamento delle donne da parte di uomini affetti da misoginia. Tra le più importanti femministe del gruppo antisesso si possono includere Andrea Dworkin e Catharine MacKinnon; la coppia chiedeva che le leggi civili limitassero la pornografia. Entrambe hanno visto il dominio sessuale maschile come la radice di tutta l'oppressione femminile e, giungendo così a condannare la pornografia, la prostituzione ed altre manifestazioni di potere sessuale maschile.
Il movimento antipornografico ottenne ampio spazio e guadagnò terreno con la creazione di "Women Against Violence in Pornography and Media" (WAVPM, Donne contro la violenza nella pornografia e nei media). Durante il periodo più acceso delle "guerre sessuali" riuscì ad organizzare marce contro i creatori e i distributori principali di pornografia a San Francisco, portando un gran numero di donne nel novero di coloro che si opponevano alla pornografia. Sforzi ed organizzazioni similari (come "Women Against Pornography" e "Feminists Fighting Pornography") si verificarono anche negli Stati della costa orientale degli Stati Uniti d'America.

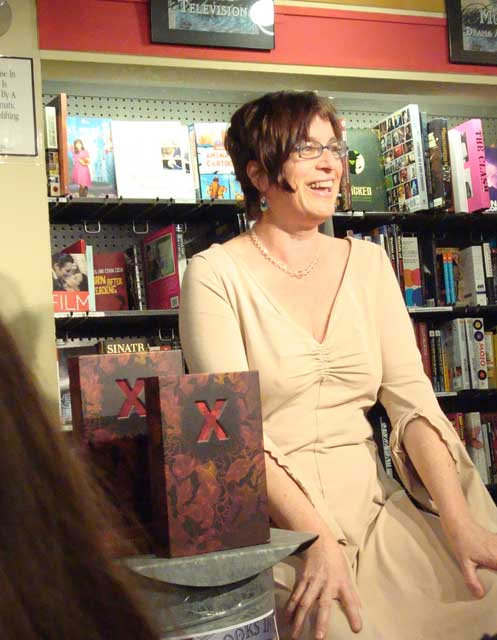
Susie Bright è un'esponente del femminismo sessuale positivo.

### Femminismo sessuale positivo
La risposta da parte delle femministe pro-sesso è stata quella che ha promosso il sesso come una via di piacere sessuale per le donne. Gayle Rubin e Patrick Califia si sono dimostrati assai influenti in questa parte del movimento. Altre femministe che si identificano come sessopositive includono Ellen Willis, Kathy Acker, Susie Bright, Carol Queen, Annie Sprinkle, Avedon Carol, Tristan Taormino, Rachel Kramer Bussel, Nina Hartley e Betty Dodson.

### Femminismo e pornografia
Le opinioni femministe nei riguardi della pornografia variano dalla condanna senza mezzi termini della pornografia come forma di violenza contro le donne, all'abbraccio di alcune forme di pornografia in quanto possibile mezzo di espressione femminista. Il dibattito femminista su questo tema riflette maggiori preoccupazioni riguardanti le opinioni femministe sulla sessualità ed è strettamente correlato ai dibattiti femministi sulla prostituzione, il BDSM e altre questioni inerenti. La pornografia è stata una delle questioni più divisive del femminismo, in particolare tra le femministe dei paesi anglofoni.

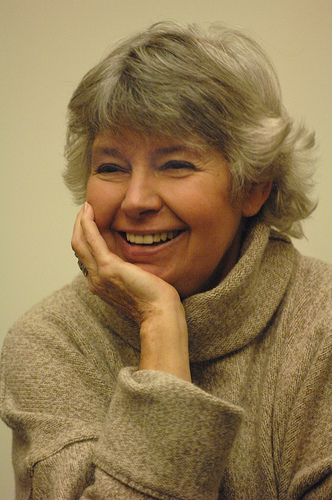
Robin Morgan è un'esponente del femminismo anti-pornografico.

#### Femminismo antipornografico o sessuale negativo
Gli oppositori radicali femministi della pornografia, come le succitate Andrea Dworkin e Catharine MacKinnon, Robin Morgan, Diana Russell, Alice Schwarzer, Gail Dines e Robert Jensen, sostengono che la pornografia sia dannosa per le donne e costituisce una forte causalità o facilitazione della violenza contro le donne. Le femministe antipornografiche, in particolare MacKinnon, sostengono che la produzione di pornografia comporta la coercizione fisica, psicologica e/o economica delle donne che la eseguono e si modellano in essa. Ciò viene considerato veritiero anche quando le donne vengono presentate in una maniera attiva.
È stato anche sostenuto che gran parte di ciò che viene mostrato nella pornografia è abusivo per sua stessa natura. Dines afferma che la pornografia, esemplificata dalla gonzo, sta diventando sempre più violenta e che le donne che vi si esibiscono vengono brutalizzate nel processo stesso della sua produzione.
Le femministe contrarie alla pornografia sostengono inoltre che la pornografia contribuisce in gran parte al sessismo, in quanto nelle rappresentazioni pornografiche le attrici sono ridotte a semplici "recipienti" (oggetti) per l'uso sessuale e l'abuso da parte degli uomini. Esse sostengono che la narrazione si forma solitamente intorno al piacere degli uomini come unico obiettivo dell'attività sessuale e che le donne vengono nella maggior parte dei casi mostrate in un ruolo subordinato.
Alcuni avversari della pornografia credono che i film del cinema pornografico tendono a dimostrare che le donne sono estremamente passive o che gli atti che vengono eseguiti sulle donne sono in genere abusivi e finalizzati esclusivamente al piacere dei loro partner sessuali. L'eiaculazione Facial e la violenza insita nel sesso anale sono sempre più popolari tra gli uomini, seguendo in tal modo le tendenze del mercato pornografico. MacKinnon e Dworkin definiscono la pornografia come "la subordinazione grafica sessuale esplicita delle donne attraverso immagini o parole".

#### Femministe contro la censura e pro-pornografia
Da questa prospettiva la pornografia è considerata come un mezzo per l'espressione sessuale femminile. Le femministe sessopositive vedono molte idee radicaliste femministe sulla sessualità, incluse le opinioni sulla pornografia, come opprimenti e del tutto simili a quelle delle religioni e delle ideologie intrise di patriarcato e sostengono che il discorso femminista contro la pornografia ignora e banalizza il ruolo sessuale delle donne. Ellen Willis (che ha coniato il termine "femminismo prosesso") afferma: "Come abbiamo visto, l'affermazione che "la pornografia è violenza contro le donne" era il codice per l'idea neo-vittoriana che gli uomini vogliono il sesso e le donne lo sopportano".
Le femministe sessopositive hanno una grande varietà di opinioni verso la pornografia esistente. Molte di esse intravedono nella pornografia il sovvertimento di molte idee tradizionali sulle donne che si "devono opporre per forza di cose al sesso", come le idee che vogliono le donne non amare il sesso in generale, che preferiscono godere della sessualità esclusivamente entro un contesto relazionale o che, infine, le donne godono solo in Vanilla. Esse sostengono inoltre che la pornografia mostra talvolta donne in ruoli sessualmente dominanti e le presenta con una maggiore varietà di posizioni sessuali che non sono tipici dell'intrattenimento e della moda tradizionali.
Molte femministe, a prescindere dal loro punto di vista sulla pornografia, si oppongono principalmente alla censura. Anche per molte delle femministe che vedono la pornografia come un'istituzione sessista, notano però anche la censura (incluso l'approccio alla legge civile di MacKinnon) come un male. Nella sua dichiarazione d'intenti "Feminists for Free Expression" sostiene fermamente che la censura non ha mai ridotto la violenza, ma che altresì è stata storicamente usata per silenziare le donne e soffocare gli sforzi volti al cambiamento sociale.
Esse poi indicano la letteratura sulla contraccezione di Margaret Sanger, i giochi e le esibizioni femminili di Holly Hughes, l'organizzazione "Our Bodies, Ourselves" (Nostri corpi, nostra vita) e Il pozzo della solitudine come esempi di discorso sessuale femminista che sono stati tra gli obiettivi della censura. Sostengono anche che il tentativo di risolvere i problemi sociali attraverso la censura "deviano l'attenzione dalla cause sostanziali dei mali sociali per offrire una rapida soluzione", pericolosa e "soluzione tampone". Esse sostengono invece che un libero e vigoroso mercato delle idee sia la migliore garanzia per raggiungere obiettivi femministi all'interno di una società democratica.
Inoltre alcune femministe come Wendy Kaminer, mentre si oppongono alla pornografia, si oppongono anche agli sforzi legali volti a censurarla o vietarla. Alla fine degli anni settanta Kaminer ha lavorato con "Women Against Pornography", dove si è dichiarata a favore degli sforzi di sensibilizzazione privata e contro gli sforzi legali imbastiti per censurare la pornografia. Ella ha anche contribuito ad un capitolo dell'antologia antipornografica "Take Back the Night" in cui ha difeso la libertà del I emendamento della Costituzione degli Stati Uniti d'America ed ha spiegato i pericoli nel ricercare soluzioni legali al problema (percepito come tale) della pornografia. Si è anche opposta agli sforzi di MacKinnon e Dworkin per definire la pornografia come una violazione dei diritti civili ed ha criticato aspramente il movimento procensura in un articolo del 1992 fatto pubblicare in The Atlantic dal titolo "Femministe contro il primo emendamento".

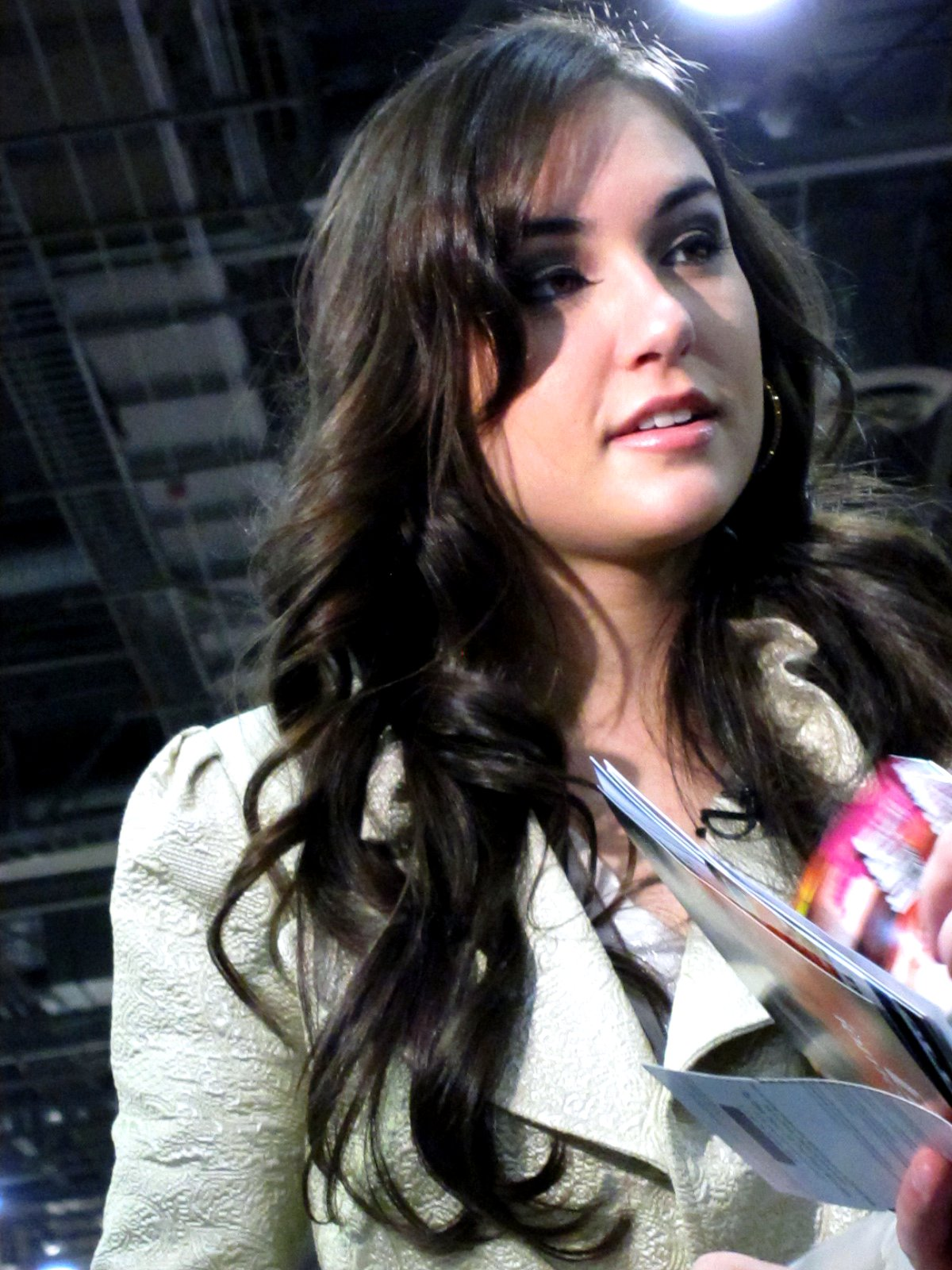
La pornostar Sasha Grey si considera una femminista sessopositiva.

#### Pornografia femminista
La pornografia femminista è quel tipo di pornografia prodotta da e con le donne femministe; rappresenta un piccolo ma crescente segmento dell'industria pornografica. Secondo Taormino "il porno femminista risponde alle immagini predominanti con alternative e crea una propria iconografia".
Alcune attrici pornografiche come la succitata Hartley, Ovidie, Madison Young e Sasha Grey sono anche femministe sessopositive e dichiarano apertamente che non si vedono affatto come vittime del sessismo. Esse difendono la loro decisione di esibirsi nel campo pornografico come una libera scelta e sostengono che gran parte di quello che fanno dentro la telecamera è un'espressione della loro sessualità. È stato anche sottolineato che nella pornografia le donne guadagnano generalmente più dei loro omologhi maschi. Attrici pornografiche come Hartley sono attive anche nel movimento per i diritti dei lavoratori del sesso.
La regista svedese nonché femminista Suzanne Osten ha espresso il suo scetticismo sul fatto che esista davvero un tipo di pornografia che possa essere considerata femminista, riferendosi alla sua convinzione che la pornografia è intrinsecamente oggettiva e che la pornografia femminista costituirebbe pertanto un ossimoro. Il periodico radicalfemminista "off our backs" ha denunciato la cosiddetta pornografia femminista come pseudopornografia.

### Femminismo e prostituzione
Come per molte questioni sorte all'interno del movimento femminista, esiste una diversità di opinioni anche al riguardo della prostituzione. Molte di queste posizioni possono essere riassunte in un punto di vista generale che è generalmente critico oppure di sostegno alla prostituzione e al lavoro sessuale.
Le femministe contrarie alla prostituzione sostengono che la prostituzione è una forma di sfruttamento femminile e di dominio maschile sulle donne, oltre ad essere una pratica che è il risultato dell'ordine sociale patriarcale esistente. Queste femministe sostengono che la prostituzione ha un effetto molto negativo, sia sulle prostitute sia nella società nel suo complesso, in quanto rafforza le opinioni stereotipate sulle donne, considerate come meri oggetti sessuali che possono essere usati e abusati a piacere dagli uomini.
Altre femministe sostengono invece che la prostituzione e le altre forme di lavoro sessuale possono costituire delle scelte valide per le donne e gli uomini che scelgono di impegnarsi in essi. In questa prospettiva la prostituzione dev'essere differenziata dalla prostituzione forzata e le femministe dovrebbero sostenere l'attivismo del lavoratore sessuale contro gli abusi sia da parte dell'industria del sesso sia da parte del sistema giuridico. Il disaccordo tra queste due posizioni si è dimostrato particolarmente controverso e può essere paragonabile alle guerre sessuali femministe del XX secolo.

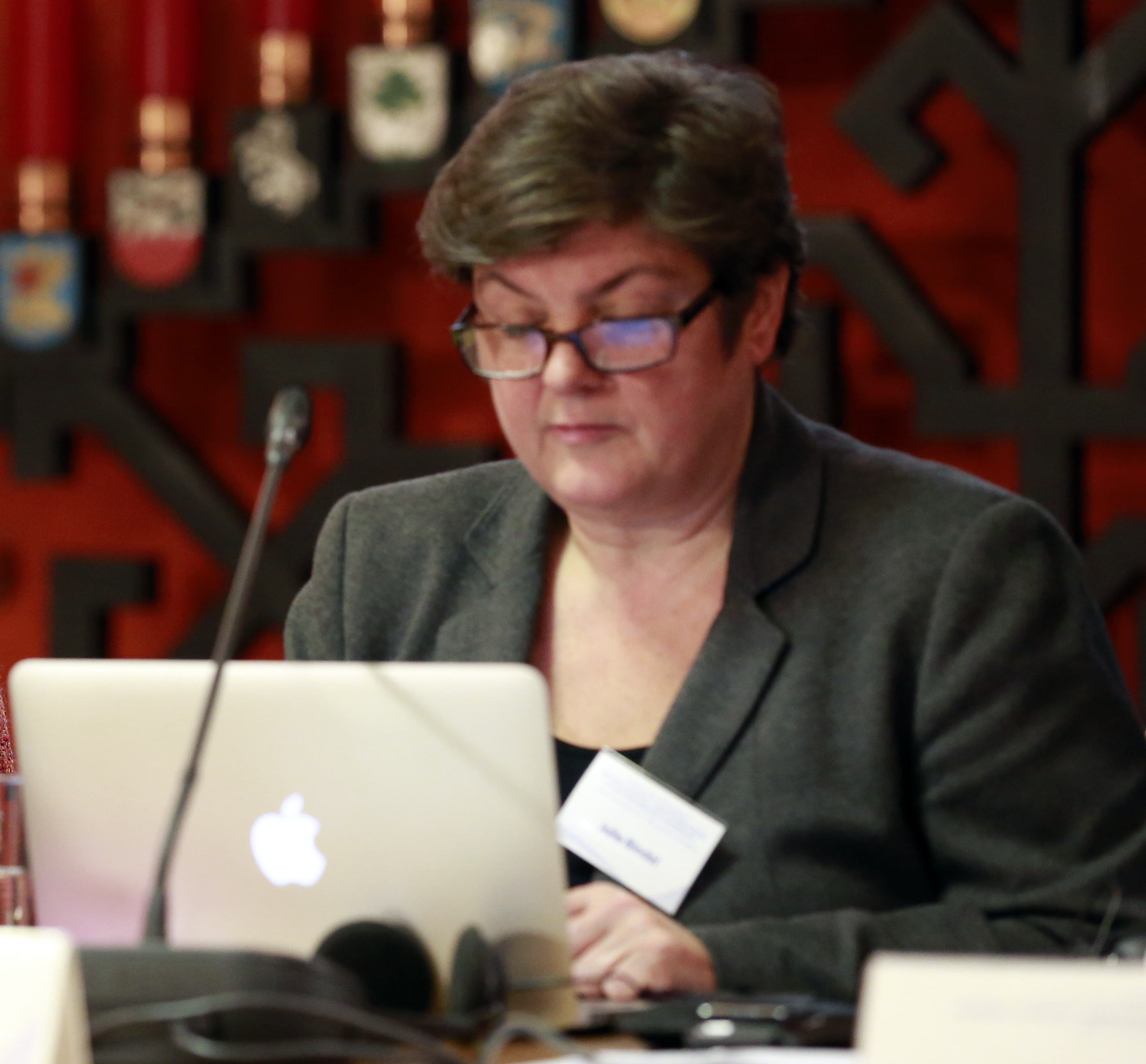
Julie Bindel è una femminista anti-prostituzione; inoltre considera la bisessualità come "una tendenza alla moda" (vedi sotto, in "Femminismo e bisessualità"..

#### Femminismo anti-prostituzione
Una percentuale di femministe si oppone fermamente alla prostituzione, visto che la pratica è una forma di violenza contro le donne e che pertanto non deve essere tollerata dalla società. Le femministe che detengono tali opinioni includono Kathleen Barry, Melissa Farley, Julie Bindel, Sheila Jeffreys, la succitata MacKinnon e Laura Lederer.
Queste femministe affermano che nella stragrande maggioranza dei casi la prostituzione non è una scelta cosciente e calcolata. Esse dicono che la maggior parte delle donne che si trasformano in prostitute lo fanno perché vi sono state costrette da un ruffiano/mezzano o attraverso il traffico di esseri umani o ancora, quando è una decisione indipendente, è generalmente il risultato di un'estrema povertà, di mancanza di opportunità o di gravi problemi di fondo quali possono essere la tossicodipendenza, i traumi non risolti (come l'abuso sessuale dei minori) e altre circostanze sfortunate.
Queste femministe sottolineano che le donne delle classi socioeconomiche più basse, povere e con un basso livello di istruzione femminile, le donne delle minoranze razziali ed etniche più disagiate, sono sovrarappresentate all'interno della prostituzione nel mondo. "Se la prostituzione è una scelta libera, perché le donne con minori possibilità di scelta sono quelle che più spesso si trovano a farlo?" (MacKinnon, 1993). Una grande percentuale di prostitute, intervistate per uno studio su 475 persone impegnate nel lavoro sessuale, hanno riferito di essere in un periodo difficile della loro vita e che se avessero potuto avrebbero voluto lasciare l'occupazione.
MacKinnon sostiene che "nella prostituzione le donne hanno rapporti sessuali con uomini che non avrebbero mai ottenuto il sesso con altre donne. Il denaro agisce quindi come forma di forzatura, non come misura di consenso, agisce come la forza fisica durante uno stupro".
Alcuni studiosi contrari alla prostituzione sostengono che il vero ed autentico consenso non possa esistere all'interno del mondo della prostituzione. La politica canadese Barbara Sullivan afferma:
Infine, gli abolizionisti credono che a nessuno si possa dire che sia veramente consenziente davanti alla propria oppressione e nessuno dovrebbe avere il diritto di acconsentire all'oppressione degli altri. Nelle parole di Kathleen Barry, il consenso non è un "buon atto di divinizzazione dell'esistenza dell'oppressione e il consenso alla violazione è un fatto di oppressione. L'oppressione non può essere effettivamente misurata in base al grado di 'consenso', anche perché pure nella schiavitù vi era un certo consenso, se il consenso è definito come incapacità di vedere o sentire qualsiasi alternativa".

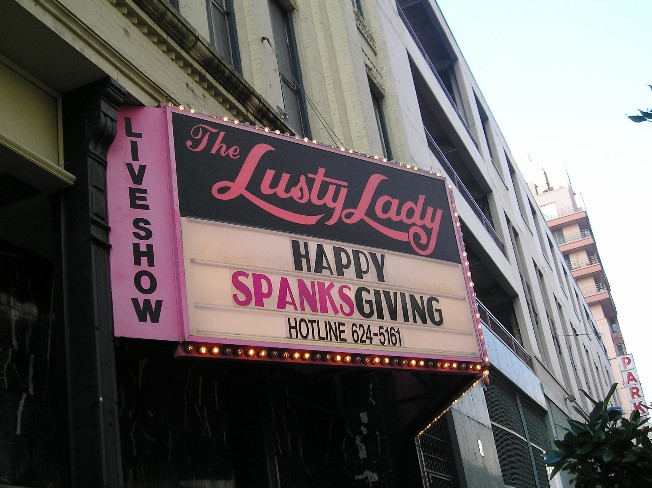
Insegna dello strip club di Seattle "Lust Lady", che esegue anche giochi di spanking.

#### Il lavoro sessuale e le femministe tra i lavoratori del sesso
A differenza di quella femministe critiche della prostituzione le prospettive di lavoro pro-sessualità non riconoscono che gli atti sessuali della prostituzione abbiano un qualche elemento inerente alla coercizione, allo sfruttamento e al dominio. In quanto tali le femministe pro-sesso sostengono invece che il lavoro sessuale può essere un'esperienza positiva per quelle donne che hanno impiegato la propria autonomia per prendere una decisione consapevole d'impegnarsi nella prostituzione.
Molte femministe, in particolar modo quelle legate al movimento dei diritti dei lavoratori del sesso o al femminismo sessuale positivo, sostengono che l'atto di vendita del sesso non dev'essere intrinsecamente sfruttabile; ma che altresì chi tenta di abolire la prostituzione e gli atteggiamenti che conducono a tali tentativi, portano invero ad un clima abusivo per i lavoratori del sesso che debbono essere cambiati.
All'interno di questa prospettiva la prostituzione, insieme ad altre forme di lavoro sessuale, possono essere una valida scelta per le donne e gli uomini che se ne occupano. Questa visione ha condotto all'incremento a partire dagli anni settanta di un movimento internazionale per i diritti dei lavoratori del sesso comprendente organizzazioni come "COYOTE", l'"English Collective of Prostitutes", il "Sex Workers Outreach Project USA" ed altri gruppi per i diritti dei lavoratori del sesso.
Un argomento importante avanzato da donne femministe del lavoro pro-sesso Carol Queen sottolinea che troppo spesso le femministe che si ritrovano a criticare la prostituzione non sono riuscite a considerare adeguatamente i punti di vista delle donne stesse che fanno parte del "lavoro sessuale", scegliendo invece di basare i propri argomenti solo sulla teoria e le esperienze obsolete.
Le femministe che non sostengono la visione radicale dell'anti-prostituzione sostengono che vi sono gravi problemi con la posizione dell'anti-prostituzione, uno dei quali è che - secondo Sarah Bromberg - "si evolve da una teoria politica che è over-verbalizzata, del tutto generalizzata e troppo spesso utilizza le nozioni stereotipate di ciò che una prostituta è. Le femministe radicali anti-prostituzione... non sono sempre delineate sufficientemente per sostenere una teoria credibile la quale vorrebbe la prostituzione degradare tutte le donne".
Le femministe del lavoro pro-sesso dicono che l'industria del sesso non è un monolito, che è grande e varia, che le persone possono diventare lavoratori del sesso per molti motivi diversi e che è del tutto improduttivo orientare la prostituzione come istituzione. Credono invece che le cose dovrebbero essere fatte per migliorare la vita delle persone all'interno dell'industria stessa.

### Femminismo e spogliarellismo
Molte femministe considerano gli strip club come offensivi dei diritti umani e della dignità delle donne. Le femministe e gli attivisti per i diritti delle donne in Islanda sono riusciti a far bandire gli strip club nel marzo del 2010; la legge è entrata ufficialmente in vigore il 31 luglio.

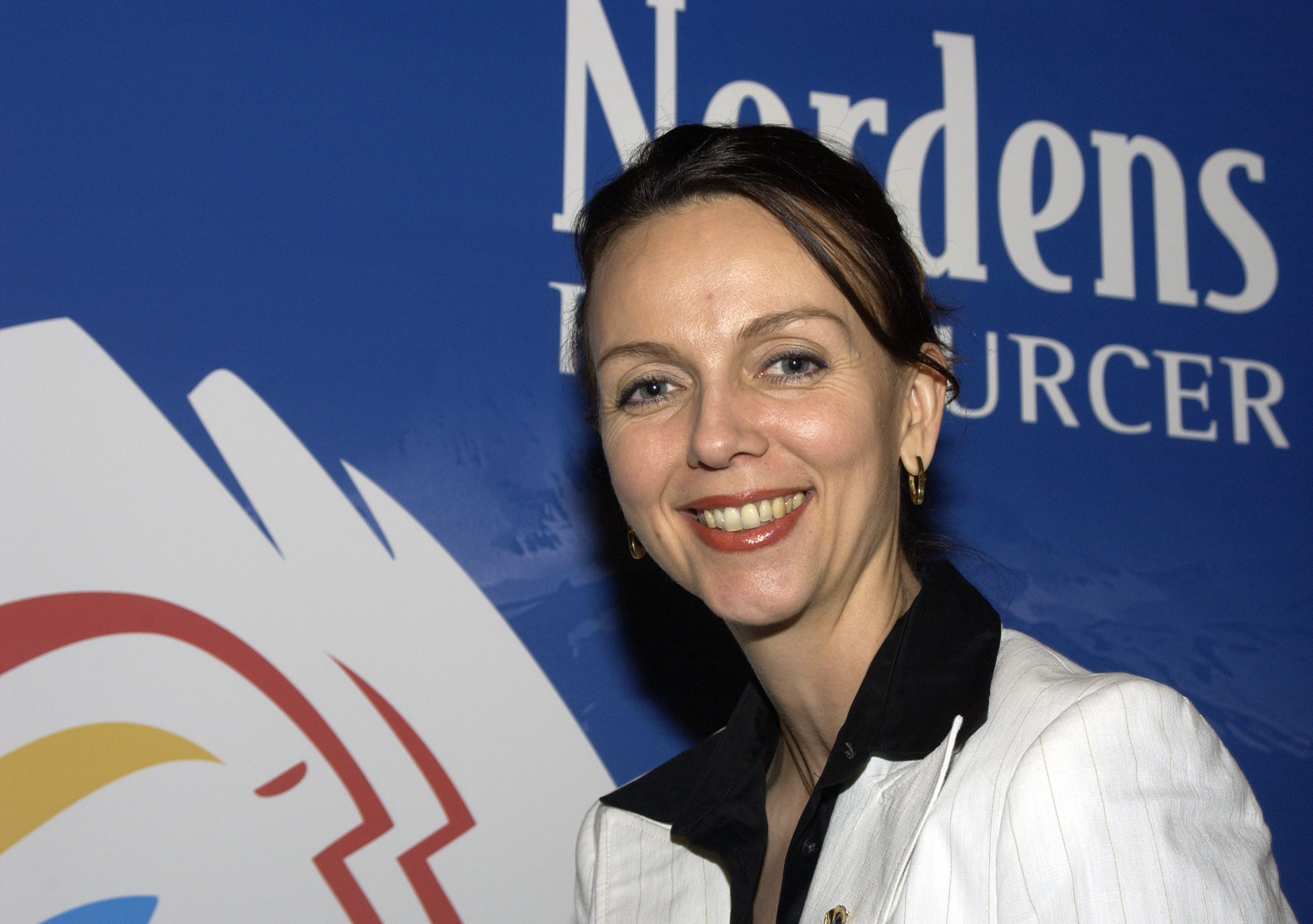
La femminista islandese Siv Friðleifsdóttir è stata la promotrice della proposta di legge per far chiudere gli strip club nell'isola.

La femminista islandese Siv Friðleifsdóttir è stata la prima presentatrice del disegno di legge. Jóhanna Sigurðardóttir, primo ministro islandese, ha dichiarato: "i paesi nordici stanno portando avanti la questione dell'uguaglianza femminile, riconoscendo le donne come cittadini uguali, piuttosto che come merci in vendita".
L'esponente politico dietro tale legge, Kolbrún Halldórsdóttir, ha dichiarato che: "non è accettabile che le donne o le persone in generale siano un prodotto da vendere". Il voto dell'Althing (il parlamento nazionale) è stato lodato dalla femminista radicale britannica Julie Bindel, che ha dichiarato l'Islanda come essere "il paese più femminista del mondo".
Altre femministe ritengono che lo strip tease possa dare potere effettivo alle donne all'interno d'una relazione sessuale (vedi empowerment), e che perciò sia una pratica compatibile col femminismo. Il Lusty Lady è per esempio uno spettacolo di North Beach (San Francisco) gestito da un gruppo di spogliarelliste che hanno voluto creare un loro strip club femminista di proprietà (cooperativa di lavoro associato). Inoltre alcune femministe ritengono che la pole dance può anche essere un atto femminista. Nel 2009 una ballerina pornostar femminista autoidentificatasi come Zahra Stardust è stata candidata con l'"Australian Sex Party" per le elezioni nella divisione di Bradfield.
Il concetto di pole dancing femminista è stato ridicolizzato e denunciato sia dalle femministe sia da alcune non-femministe come "semplicemente folle" e sintomatico della "fine del femminismo".

## Femminismo e BDSM
Le visioni femministe sul BDSM variano ampiamente, passando dal rifiuto più totale all'accettazione, con tutte le posizioni e i punti di vista inframmezzati. Ad esempio vengono qui confrontati i due quadri polarizzanti (lo/a Slave e il Master o "Dom"). La vicenda intercorsa tra le femministe e gli operatori del BDSM è stata controversa. Le due posizioni più estreme sono quelle che credono che il femminismo e il BDSM siano costrutti che si escludano a vicenda e coloro che invece credono che le pratiche BDSM siano un'espressione della libertà sessuale.

### L'opposizione femminista al BDSM e al sadomasochismo
Un certo numero di esponenti del femminismo radicale, come Andrea Dworkin e Susan Griffin, considerano il BDSM come una forma di violenza e di odio nei confronti della donna.

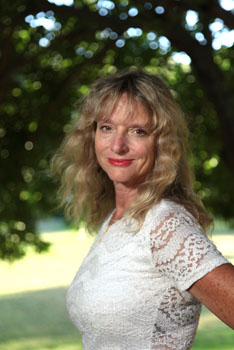
La femminista Cerridwen Fallingstar critica il sadomasochismo e il BDSM.

Il testo antologico Against Sadomasochism: A Radical Feminist Analysis (Contro il Sadomasochismo: un'analisi femminista radicale) comprende saggi e interviste di numerose femministe che criticano il sadomasochismo, tra cui Alice Walker, Robin Morgan, Kathleen Barry, Diana Russell, Susan Leigh Star, Ti-Grace Atkinson, John Stoltenberg, Sarah Hoagland, Susan Griffin, Cerridwen Fallingstar, Audre Lorde e Judith Butler.
Le organizzazioni femministe che si oppongono pubblicamente all'S/M comprendono "Minaccia viola", "New York Radical Feminists" (NYRF) e "Women Against Violence in Pornography and Media" (Donne contro la violenza nella pornografia e nei media). Nel 1982 è stato prodotto un opuscolo dalla "Coalition for a Feminist Sexuality and Against Sadomasochism" (Coalizione per una sessualità femminista e contro il Sadomasochismo), un gruppo ad hoc creato da "Women Against Pornography" per protestare contro la Conferenza Barnard. Il NYRF è stato elencato tra i firmatari del foglio illustrativo.

### Pro-BDSM e femministe praticanti BDSM
Mentre molte femministe radicali si oppongono al BDSM, altre femministe considerano l'S/M come un'espressione femminista ideale della libertà sessuale mentre altre ancora affermano che il BDSM, e più particolarmente l'SM, rafforza il patriarcato e che queste pratiche sono contraddittorie nel femminismo. Inoltre, alcune femministe sono aperte sulla pratica del BDSM. Molte "femministe sessuali positive" vedono il BDSM come una valida forma di espressione della sessualità umana femminile.
Alcune femministe lesbiche praticano il BDSM e lo considerano come parte della propria identità sessuale. Jessica Wakeman ha scritto della propria esperienza con le attività di SM in un'intervista di dopo il suo articolo intitolato First Time For Everything: Getting Spanked e pubblicato nel 2009. Al momento dell'intervista nell'ottobre 2010, Wakeman ha scritto molto su temi femministi, tra cui su femminismo e critica dei media, femminismo e politica, femminismo e sesso e si è considerata una femminista piuttosto attiva politicamente.

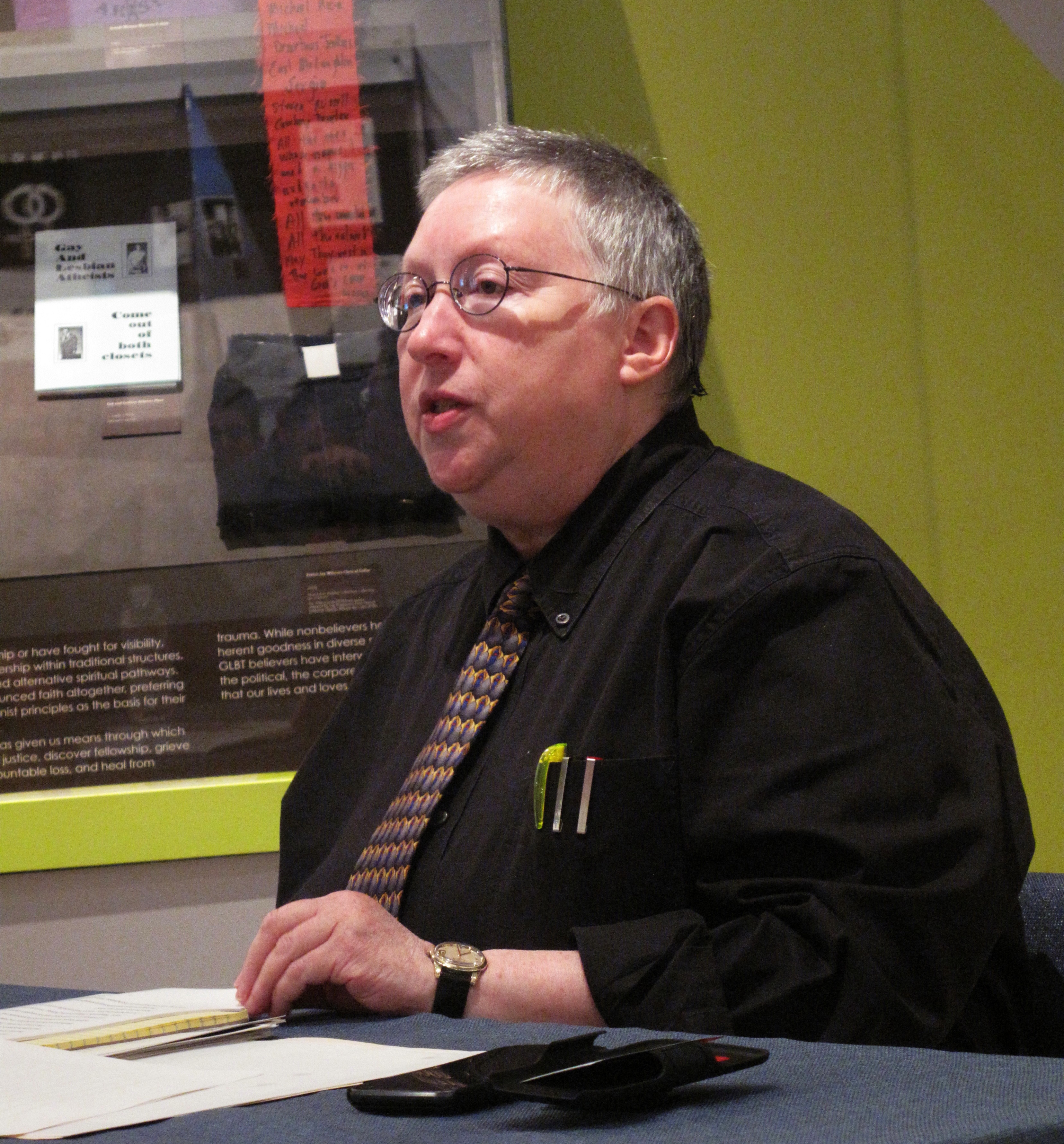
La femminista Gayle Rubin ha fondato un'organizzazione BDSM che si rivolge a donne lesbiche e femministe.

Wakeman ha discusso come lei è in grado di godere nel gioco dello spanking e nell'essere dominata, ma nonostante tutto questo continua ancora a considerarsi una femminista. Come altri praticanti femministi di BDSM, Wakeman rifiuta l'argomento secondo cui alle donne viene insegnato ciò verso cui devono provare piacere e vengono portate ad essere sottomesse da una struttura dominante di potere eminentemente sessista.

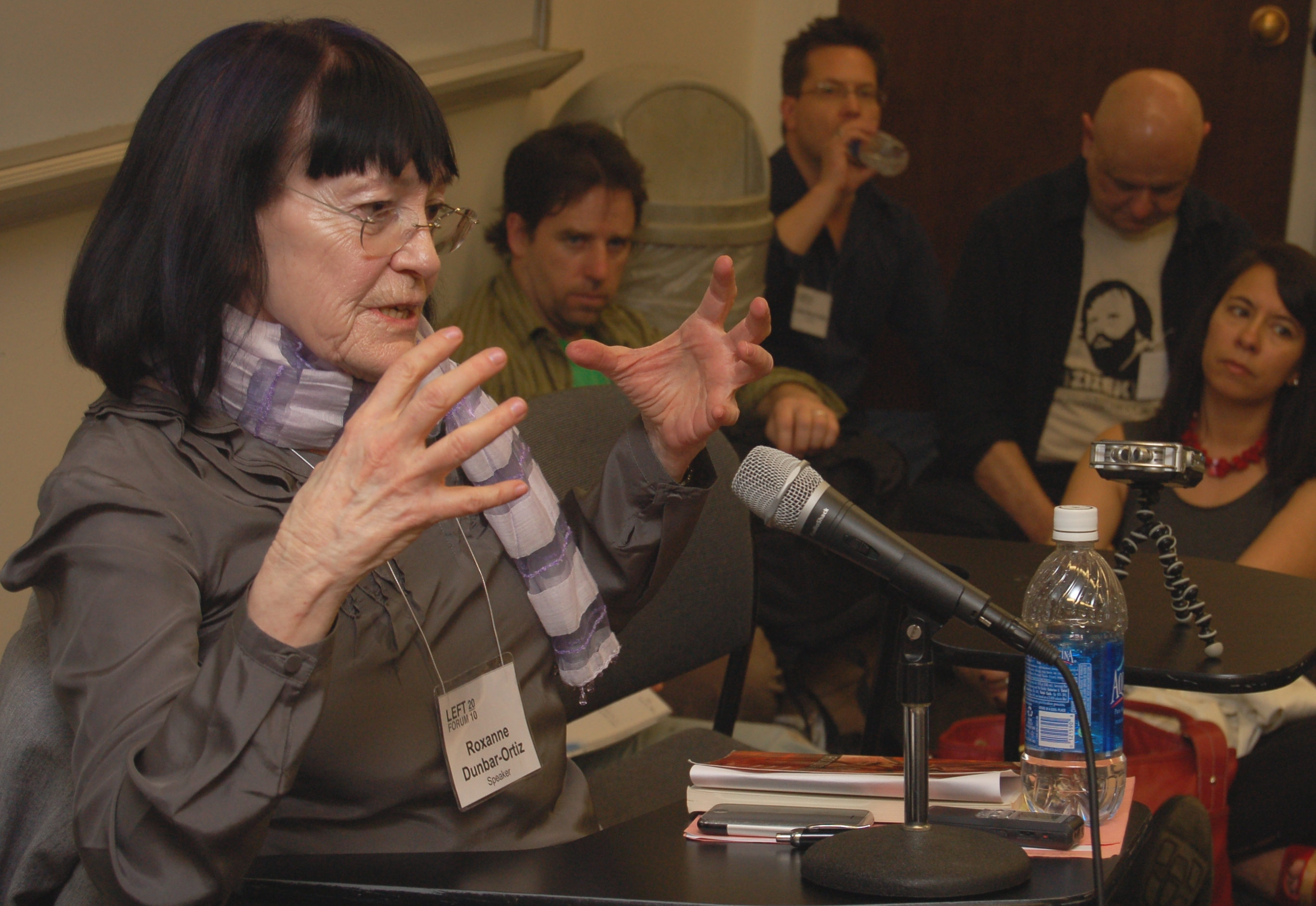
La femminista Roxanne Dunbar-Ortiz è una sostenitrice del celibato e del separatismo femminista.

Ci sono diverse organizzazioni BDSM che si rivolgono a donne lesbiche e a femministe, tra cui la "Lesbian Sex Mafia" e il gruppo "Samois", fondate da Patrick Califia e Gayle Rubin.

## Femminismo e celibato
Il gruppo femminista statunitense "Cell 16", fondato nel 1968 dalla storica Roxanne Dunbar-Ortiz, era noto per il suo programma di celibato e separazione dagli uomini; tra l'altro, considerato come troppo estremo da molte femministe mainstream, l'organizzazione ha agito come una sorta di avanguardia delle sinistra politica. È stata citata come la prima organizzazione ad aver promosso il concetto di separatismo femminista. In "No More Fun and Games", il periodico femminista dell'organizzazione, i membri Dunbar e Lisa Leghorn hanno consigliato alle donne di "separarsi da uomini che non stanno lavorando consapevolmente per la liberazione femminile", consigliando altresì periodi di celibato piuttosto che rapporti di sessualità lesbica con la considerazione che "non è nient'altro che una soluzione personale".
Il periodico ha pubblicato anche nell'ottobre del 1968 l'articolo di Dana Densmore intitolato "On Celibacy", che ha dichiarato in parte:
Il gruppo del femminismo radicale "Feminists—A Political Organization to Annihilate Sex Roles", un'organizzazione politica creata per annientare i ruoli sessuali, è stato un gruppo attivo a New York dal 1968 al 1973; in un primo momento sostenne le donne che praticavano il celibato, successivamente sono passate a sostenere il movimento lesbico.
Il lesbismo politico abbraccia la teoria che vuole l'orientamento sessuale essere una scelta, promuovendo il lesbismo come alternativa positiva all'eterosessualità delle donne. Sheila Jeffreys ha contribuito a sviluppare il concetto scrivendo con altri membri del "Leeds Revolutionary Feminist Group" un opuscolo intitolato Love Your Enemy?: The Debate Between Heterosexual Feminism and Political Lesbianism (Love Your Enemy ?: Il dibattito tra femminismo eterosessuale e lesbismo politico) il quale ha dichiarato: "noi pensiamo ... che tutte le femministe possono e debbano anche essere lesbiche, la nostra definizione di una lesbica politica è quella di una donna che si auto-identifichi nel fatto di non essere fottuta dagli uomini, ma ciò non significa un'attività sessuale obbligatoria con le donne". Alcune lesbiche politiche infine hanno scelto di essere celibi o si identificano come asessuali.
Nell'aprile del 1987 a New York durante una manifestazione del "Southern Women's Writing Collective" è stata compilato un documento intitolato Sex resistance in heterosexual arrangements: Manifesto of the Southern Women's Writing Collective e organizzata una conferenza intitolata "The Sexual Liberals and the Attack on Feminism". Questo manifesto}} ha dichiarato in parte che:
Nel 1991 l'attivista femminista Sonia Johnson ha scritto nel suo libro The Ship That Sailed into the Living Room: Sex and Intimacy Reconsidered: "quasi quattro anni dopo ho iniziato la mia ribellione contro la relazione/sesso/schiavitù, l'esperienza e la mia vecchia saggezza mi dicono che quel sesso come lo conosciamo è un costrutto patriarcale e non ha luogo legittimo e naturale nella nostra vita, nessuna funzione o modi autentici. Esso è soltanto un sinonimo di gerarchia/controllo, il sesso viene costruito come parte dell'assedio contro la nostra totalità e potenza".

## Femminismo e orientamento sessuale
Gli approcci femministi alle questioni dell'orientamento sessuale variano notevolmente; le opinioni sull'argomento vengono spesso influenzate dalle esperienze personali delle femministe, come viene ben espresso nello slogan coniato da Carol Hanisch: "Il privato è politico". A causa di questo fatto molte femministe considerano l'orientamento sessuale come una questione politica e non solo una questione di scelta o di preferenza sessuale individuale.

### Femminismo e asessualità
Un documento del 1977 intitolato Asexual and Autoerotic Women: Two Invisible Groups di Myra T. Johnson può essere considerato come la prima posizione pubblica femminista dedicata esplicitamente all'asessualità negli esseri umani; in esso Johnson ritrae le donne asessuali come invisibili, "oppresse da un consenso che è inesistente" e lasciate indietro dalla rivoluzione sessuale e dal movimento femminista.
Un documento del 2010 scritto da Karli June Cerankowski e Megan Milks dal titolo New Orientations: Asexuality and Its Implications for Theory and Practice afferma che la società ha ritenuto "la sessualità femminile e quella LGBT come potenziata o repressa. Il movimento asessuale sfida questo presupposto sfidando in tal modo molti dei principi fondamentali del femminismo pro-sesso in cui è già definita come sessualità repressiva o anti-sesso".
Alcune lesbiche politiche s'identificano come asessuali (vedi sopra).

Il Labrys, simbolo del femminismo lesbico.

### Femminismo e bisessualità
La lezioni settimanali del collettivo "Common Lives/Lesbian Lives" (CL/LL) avevano una politica separatista che veniva periodicamente pubblicata anche su rivista; tutte le volontarie del progetto erano lesbiche autodichiarate. A causa di queste prese di posizione venne presentata una denuncia all'Università dell'Iowa per violazione della dichiarazione dei diritti umani da parte di una donna bisessuale a cui era stata categoricamente rifiutata la partecipazione.
Un certo numero di donne che sono state coinvolte in un movimento di attivismo nel femminismo lesbico hanno poi fatto coming out come bisessuali dopo essersi rese conto che possedevano anche una percentuale di attrazione nei riguardi degli uomini. Un esempio di conflitto lesbo-bisex all'interno del femminismo è stato durante la marcia del Gay pride svoltasi a Northampton negli anni tra il 1989 e il 1993, dove molte femministe hanno partecipato ad una discussione se dovessero essere inclusi anche i bisessuali e se la bisessualità fosse compatibile con il femminismo.
Le critiche più comuni da parte delle lesbiche femministe erano che la bisessualità fosse rappresentante dell'antifemminismo, che era inoltre una forma di falsa coscienza e che le donne bisessuali per continuavano ad avere rapporti con gli uomini erano deluse e disperate. Tuttavia le tensioni tra le femministe bisessuali e le femministe lesbiche si sono poi allentate nel corso degli anni novanta, poiché le donne bisessuali hanno cominciato ad essere maggiormente accettate all'interno della comunità femminista.
Tuttavia alcune femministe lesbiche come Julie Bindel mantengono ancora una posizione decisamente critica nei confronti della bisessualità. Bindel ha descritto la bisessualità femminile come "una tendenza alla moda" che promuoveva la causa dell'edonismo sessuale affrontando anche la questione più generale sul fatto se esista davvero o meno la bisessualità, comparandola ironicamente all'amore per i gatti ed al satanismo.
Hanno dato ulteriori informazioni sul rapporto sul femminismo e la bisessualità i libri Closer to Home: Bisexuality & Feminism (1992), un'antologia curata dalla professoressa Elizabeth Reba Weise, ma anche Bisexuality: The Best Thing That Ever Happened to Lesbian Feminism? dell'attivista Beth Elliot, The Fine Art of Labeling: The Convergence of Anarchism, Feminism, and Bisexuality di Lucy Friedland e Liz Highleyman, Bisexual Feminist Man di Dave Matteson e Bi-Lovable Japanese Feminist di Kei Uwano inserito nell'antologia Bi Any Other Name: Bisexual People Speak Out (1991)

### Femminismo e uomini gay
Nel suo libro del 2003 Unpacking Queer Politics: A Lesbian Feminist Perspective la femminista radicale lesbica australiana Sheila Jeffreys avanza la posizione che la cultura lesbica sia stata negativamente colpita per aver voluto emulare l'influenza sessista della subcultura maschile gay del binomio sessuale dominazione-sottomissione. Mentre non ha mancato di sottolineare che molti uomini gay membri del movimento LGBT hanno rifiutato il sadomasochismo, ella però scrive che la prospettiva maschile gay dominante ha promosso la sessualità sadomasochista a scapito delle lesbiche e delle donne femministe.
Tuttavia alcuni uomini gay come il marito di Andrea Dworkin, John Stoltenberg, sono critici nei confronti del sadomasochismo e della pornografia e si trovano d'accordo con le critiche femministe radicali e lesbiche nei confronti di queste pratiche. Stoltenberg ha scritto che il sadomasochismo erotizza sia la violenza che l'impotenza. L'autore femminista gay Christopher N. Kendall nel suo saggio intitolato Gay Male Pornography: An Issue Of Sex Discrimination avanza l'idea che la pornografia gay si è trovata coinvolta nella discriminazione sessuale e che dovrebbe essere vietata in base alle leggi canadesi sull'uguaglianza di genere. Egli propone anche la teoria femminista radicale che la pornografia maschile gay non fa altro che rafforzare la misoginia e l'omofobia.

### Femminismo e eterosessualità
Alcune femministe eterosessuali ritengono che siano state ingiustamente escluse dalle organizzazioni femministe lesbiche. A causa della politica di separatismo lesbico assunto da "Common Lives/Lesbian Lives" (CL/LL) un certo numero di donne eterosessuali hanno creduto di essere state discriminate dopo non essere state assunte come collaboratrici interne.

### Femminismo e lesbismo
Le lesbiche sono state fin da subito attive nel movimento femminista americano. Le prime preoccupazioni delle lesbiche sono state introdotte e riassunte nella National Organization for Women (NOW) nel 1969, quando Ivy Bottini, una lesbica dichiarata, allora presidente della sezione newyorkese dell'Organizzazione, ha tenuto un forum pubblico intitolato "Is Lesbianism a Feminist Issue? (Il lesbismo è un problema femminista?).
Tuttavia la presidente Betty Friedan si schierò contro la partecipazione lesbica al movimento. Nel 1969 si riferiva alla crescente visibilità lesbica come ad una "minaccia viola" e licenziò apertamente l'editor della newsletter - la scrittrice lesbica Rita Mae Brown - e nel 1970 condusse una campagna per l'espulsione delle lesbiche, tra cui Ivy Bottini, dalla sezione newyorkese di NOW's (vedi più avanti in "Bifobia e lesbofobia nel femminismo").

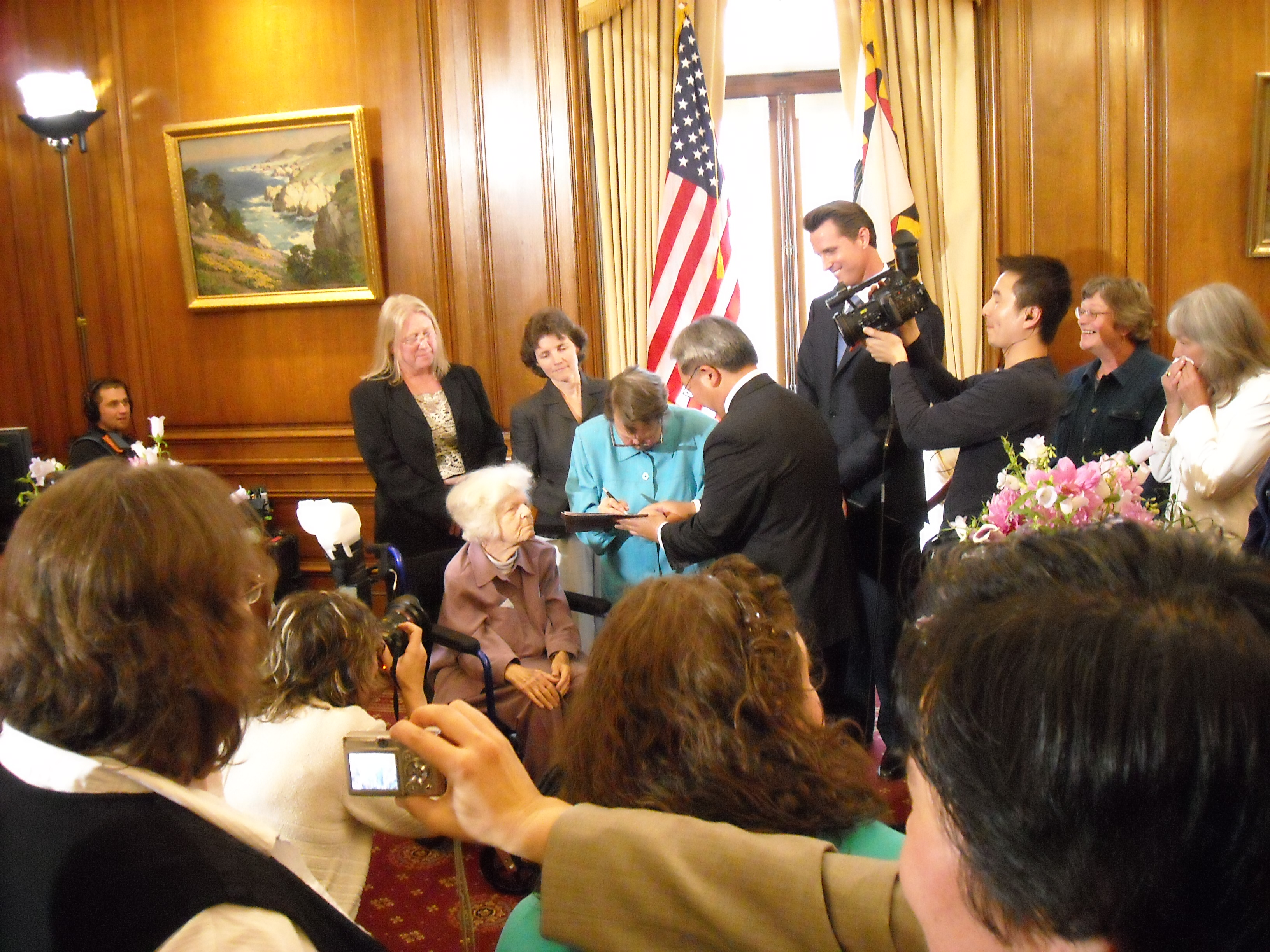
Cerimonia di nozze per le femministe lesbiche Del Martin e Phyllis Lyon in California.

Del Martin è stata la prima lesbica dichiarata eletta a NOW, e Del Martin e Phyllis Lyon sono state la prima coppia di lesbiche ad aderirvi.
Il femminismo lesbico è sia un movimento culturale sia una prospettiva politica, più influente negli anni settanta e nei primi anni ottanta (soprattutto nell'America del Nord e nell'Europa occidentale) che incoraggia le donne a dirigere le proprie energie verso altre donne piuttosto che verso gli uomini e spesso sostiene il lesbismo come un risultato logico del femminismo.

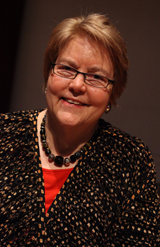
La femminista lesbica Charlotte Bunch.

Alcuni pensatori e attivisti chiave sono Charlotte Bunch, la già citata Rita Mae Brown, Adrienne Rich, Audre Lorde, Marilyn Frye, Mary Daly, la già citata Sheila Jeffreys e Monique Wittig (anche se quest'ultima è più comunemente associata all'emergere della teoria queer). Il femminismo lesbico si è riunito nei primi anni 1970 per insoddisfazione nei confronti della seconda ondata femminista e del movimento LGBT.
Secondo la femminista lesbica radicale Sheila Jeffreys "il femminismo lesbico è emerso come risultato di due sviluppi: le lesbiche all'interno del "Movimento di Liberazione femminile" (WLM) hanno cominciato a creare una nuova politica femminista lesbica e le lesbiche nella GLF ("Gay Liberation Front" ) sono state invitate ad aderirvi assieme con le loro sorelle".
Secondo Judy Rebick, un importante giornalista canadese e attivista politica per il femminismo, le lesbiche erano e sono sempre state al centro del movimento femminile, mentre le loro questioni erano ancora invisibili nello stesso movimento.

#### Separatismo lesbico
Il separatismo lesbico è una forma di femminismo separatista specifico per le lesbiche. Il separatismo è stato considerato dalle lesbiche sia come una strategia temporanea sia come una pratica permanente, ma soprattutto in questa seconda forma.
Il separatismo lesbico è diventato popolare nel corso degli anni settanta, poiché alcune lesbiche hanno dubitato che la società tradizionale o anche lo stesso movimento LGBT avessero qualcosa da offrire loro.

#### Lesbismo politico
Il lesbismo politico è un fenomeno nato all'interno del femminismo lesbico e del femminismo radicale, principalmente nel femminismo della seconda ondata. Il lesbismo politico abbraccia la teoria che l'orientamento sessuale è una scelta e promuove il lesbismo come alternativa positiva all'eterosessualità delle donne.

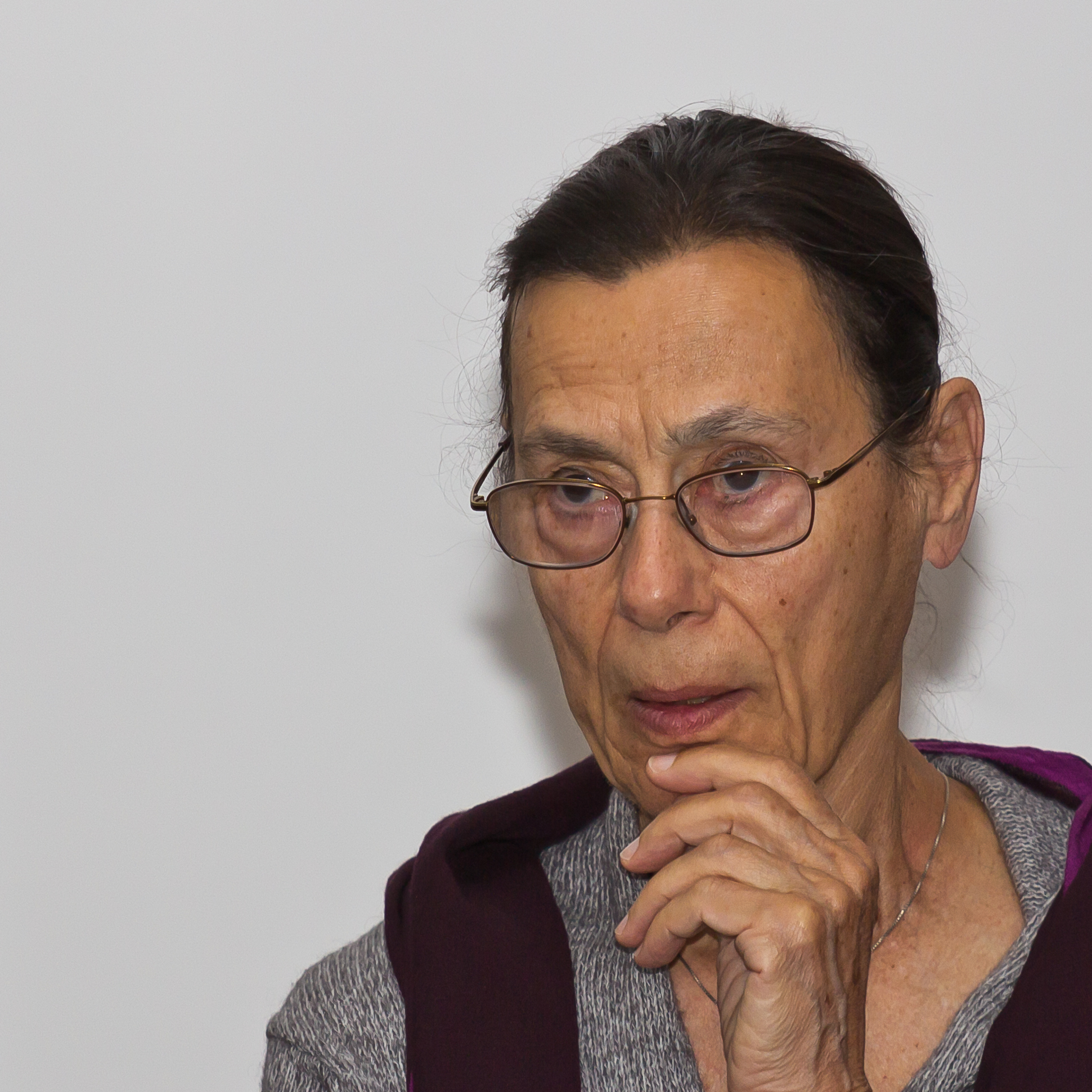
La femminista Yvonne Rainer è un'esponente del lesbismo politico.

Le donne lesbiche che si sono identificate come "lesbiche politiche" includono Ti-Grace Atkinson, Julie Bindel, Charlotte Bunch, Yvonne Rainer e Sheila Jeffreys.

### Bifobia e lesbofobia nel femminismo
Le più comuni critiche lesbiche femministe nei confronti dei bisessuali consistevano nell'asserire che la bisessualità era intrinsecamente antifemminista nonché una forma di falsa coscienza e che la maggior parte delle donne bisessuali che mantengono rapporti con l'altro sesso risultano essere deluse e disperate. Tuttavia le tensioni tra le femministe bisessuali e le femministe lesbiche si sono poi stemperate nel corso degli anni novanta, quando le donne bisessuali hanno cominciato ad essere maggiormente accettate all'interno della comunità femminista.

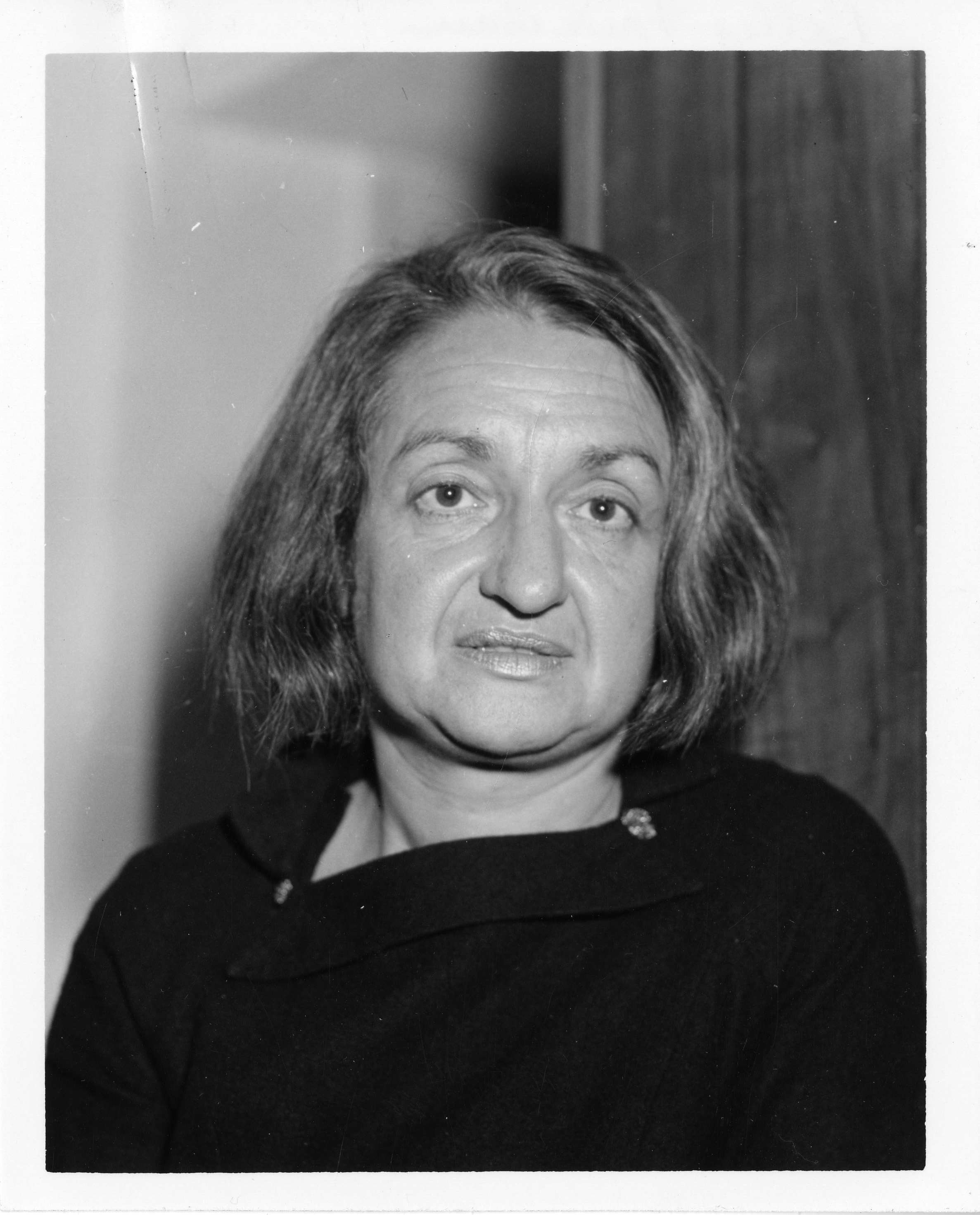
La femminista Betty Friedan considerò le questioni lesbiche come non essere centrali per l'attivismo femminista, confessando infine che "l'intera idea dell'omosessualità mi ha messa profondamente a disagio".

Tuttavia alcune femministe lesbiche come Julie Bindel mantengono ancora una posizione decisamente critica nei confronti della bisessualità. Bindel ha descritto la bisessualità femminile come "una tendenza alla moda" che promuoveva la causa dell'edonismo sessuale affrontando anche la questione più generale sul fatto se esista davvero o meno la bisessualità; ha fatto anche Tongue-in-cheek comparando la bisessualità all'amore per i gatti e al satanismo.
Le femministe lesbiche hanno inizialmente affrontato la questione della discriminazione all'interno della National Organization of Women. Alcune femministe eterosessuali come Betty Friedan hanno considerato le questioni lesbiche come non essere centrali per l'attivismo femminista. Nel 1969 Friedan si riferì alla crescente visibilità lesbica come ad una "minaccia viola" (dal nome dell'omonimo gruppo statunitense lesbico Minaccia viola) e licenziò apertamente l'editor della newsletter lesbica, la scrittrice Rita Mae Brown, mentre nel 1970 auspicò l'espulsione delle lesbiche, tra cui Ivy Bottini, dalla sezione del NOW's New York .
Come reazione al congresso del 1970 di "Unite Women", durante la prima serata di riunione, quando più di quattrocento femministe erano oramai nell'auditorium, venti donne che indossavano magliette con la scritta "Minaccia Viola" si sono presentate di fronte alla sala affrontando il pubblico. Una delle donne del gruppo ha poi letto il loro manifesto The Woman-Identified Woman, che è stata la prima grande dichiarazione femminista lesbica.
Il gruppo, che più tardi si è definito come "radicale", è stato tra i primi a sfidare l'eterosessismo delle femministe eterosessuali e a descrivere in termini positivi l'esperienza lesbica. Nel 1971 lo stesso gruppo approvava una risoluzione che dichiarava che "il diritto di una donna alla propria personalità include anche il diritto di definire e di esprimere la propria sessualità, oltre che di scegliere il proprio stile di vita", inoltre attraverso una risoluzione della conferenza che affermava che costringere le madri lesbiche a rimanere all'interno di matrimoni o di vivere un'esistenza segreta nel tentativo di mantenere i propri figli è un fatto profondamente ingiusto.
Quello stesso anno NOW si è anche impegnato ad offrire un sostegno giuridico e morale in un caso che coinvolgeva i diritti di custodia di minori da parte delle loro madri lesbiche. Nel 1973 è stata fondata la "NOW Task Force on Sexuality and Lesbianism", mentre nel novembre del 1977 la "National Women's Conference" ha emesso il " Piano Nazionale d'Azione." il quale in parte dichiarava:
Friedan ha infine ammesso che "l'intera idea dell'omosessualità mi ha messa profondamente a disagio", riconoscendo che a suo tempo era stata troppo impulsiva nei confronti della scomoda questione del lesbismo: "Il movimento femminista non riguarda il sesso, ma la parità di opportunità nei posti di lavoro e tutto il resto. Sì, suppongo che dovrei dire che la libertà di scelta sessuale sia anche parte di questo, ma non dovrebbe essere comunque la questione principale..."
Lei aveva anche inizialmente ignorato le lesbiche della "National Organization for Women" opponendosi a ciò che intendeva come richieste di "equal-time"; "l'omosessualità... non è, a mio avviso, una cosa riguardante il movimento femminista". Mentre scrisse di opporsi alla repressione a cui andavano incontro le persone LGBT, rifiutò nel contempo di indossare una sciarpa color porpora o di identificarsi come lesbica (anche se eterosessuale) in quanto atto di solidarietà politica, considerando che ciò non fa parte delle questioni principali del movimento quale l'aborto libero e l'istituzione di asili nido per i bambini.
Ancora nel 1977 alla "National Women's Conference" si è affiancata velocemente alla risoluzione sui diritti delle lesbiche "a cui tutti pensavano si opponesse" per "impedire un qualsiasi dibattito" e passare ad altre questioni che riteneva più importanti e meno divisive nello sforzo di aggiungere l'Equal Rights Amendment (ERA) alla Costituzione degli Stati Uniti d'America.
Il gruppo femminista radicale americano Redstockings si oppose fortemente al separatismo lesbico, vedendo i rapporti interpersonali con gli uomini come un'importante arena di lotta femminista e quindi vedendo invece il separatismo come "sfuggente". Come molte femministe radicali del tempo, anche "Redstockings" ha visto il lesbismo in primo luogo come un'identità politica piuttosto che una parte fondamentale dell'identità personale e pertanto l'ha analizzato soprattutto in termini politici. I membri di "Redstockings" sono stati anche contrari all'omosessualità maschile, che hanno interpretato come un rifiuto profondamente misogino delle donne. La linea assunta da "Redstockings" nei confronti di uomini gay e lesbiche è stata spesso criticata per essere intrisa di omofobia.

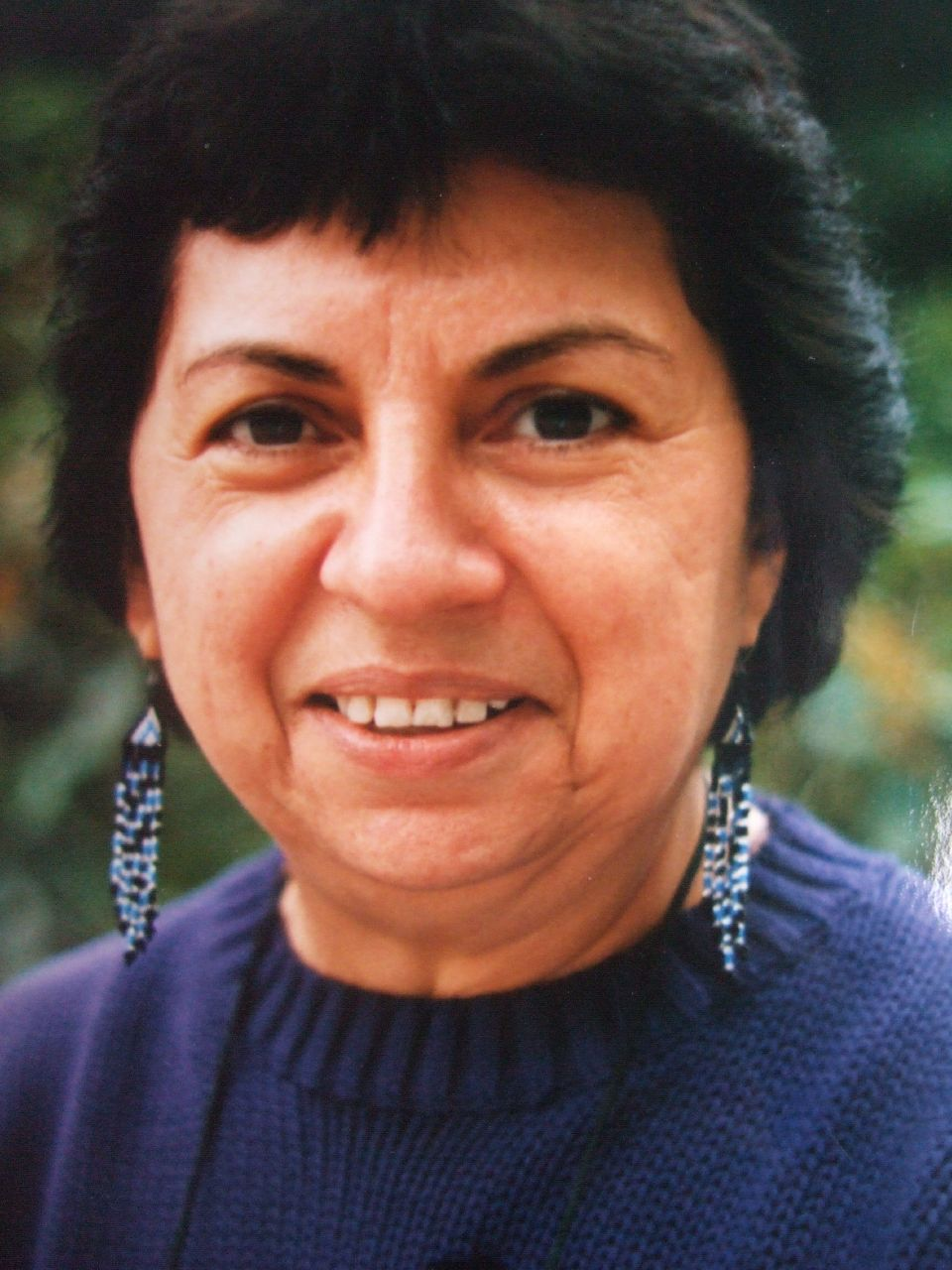
La femminista Gloria Anzaldúa ha influenzato profondamente la teoria queer.

### Femminismo e teoria Queer
La Teoria queer "è un campo della teoria critica inerente al post-strutturalismo che è emersa nei primi anni '90 dai campi di studi queer e di studi delle donne. La teoria Queer è stata fortemente influenzata dall'opera di femministe come Gloria Anzaldúa, Eve Kosofsky Sedgwick e Judith Butler. La teoria si basa sia sulle sfide femministe che sull'idea che il genere fa parte del sé essenziale (vedi essenzialismo) e degli studi gay/lesbici che esamina la natura socialmente costruita (costruttivismo) degli atti facenti parte dell'attività sessuale umana e dell'identità sessuale.

#### Applicazione femminista della teoria queer
La teoria Queer è stata fortemente influenzata dalla teoria femminista e dagli studi femminili. Molte opere sono state scritte sull'intersezione tra il femminismo e la teoria queer e come entrambi perseguino prospettive femministe, potendo inoltre arricchire la teoria e gli studi LGBTQ e come le prospettive Queer possano arricchire il femminismo. Libri come  Feminism is Queer: The Intimate Connection Between Queer and Feminist Theory  (Il femminismo è Queer: la connessione intima tra queer e teoria femminista) di Mimi Marinucci indaga dettagliatamente le intersezioni tra la teoria queer e quella femminista e sostengono che il femminismo stesso potrebbe essere interpretato come un movimento "queer".

#### Critica femminista della teoria queer
Molte femministe hanno criticato la teoria queer come un diversione dai problemi femministi o come un gioco contro il femminismo dominato dal maschio. Le femministe lesbiche e i femministi radicali sono stati i critici più importanti della teoria e della politica queer. Sheila Jeffreys in Queer Politics: A Lesbian Feminist Perspective (Politica Queer: Una prospettiva femminista lesbica) critica duramente la teoria queer come prodotto di una "cultura maschile gay" che "ha celebrato il privilegio maschile" e "ha sancito un culto della mascolinità". Ella ripudia la teoria queer come anti-lesbica, anti-femminista e anti-donne.

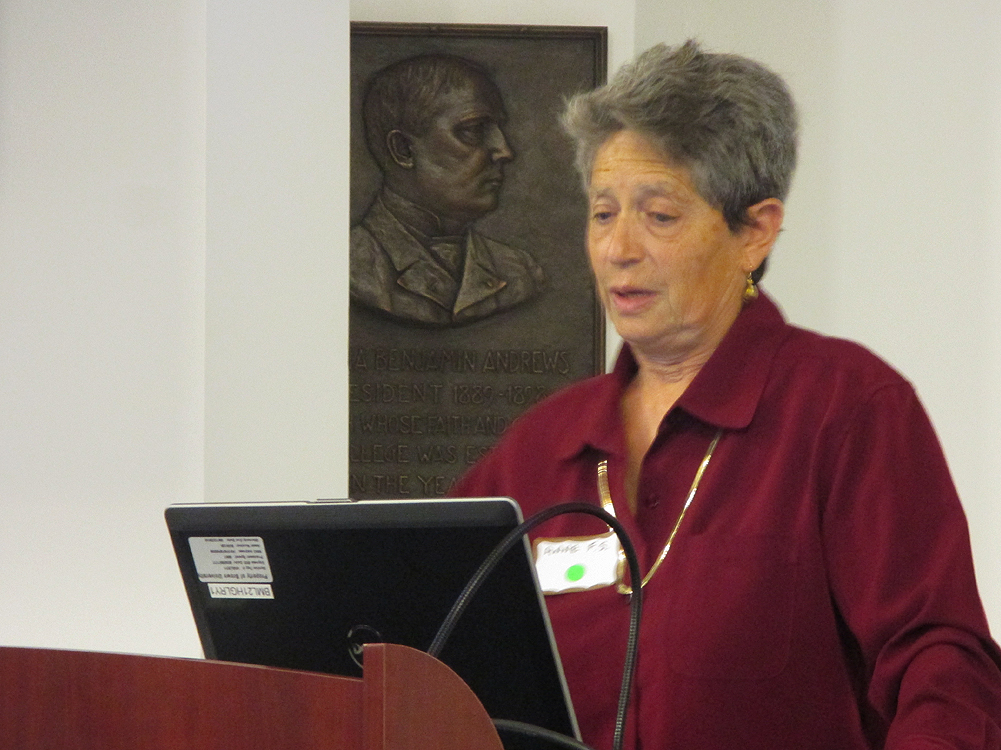
La femminista Anne Fausto-Sterling è un'esponente di spicco della "sessuologia femminista".

## Sessuologia femminista
La sessuologia femminista è una branca particolare della sessuologia più tradizionale che si concentra sull'intersezione del sesso e del genere in relazione alle vite sessuali delle donne. La sessuologia femminista condivide molti principi con il dominio della sessuologia; in particolare non tenta di prescrivere un certo percorso che riconduca ad una "normalità" per la sessualità femminile, ma solo di osservare e annotare i diversi modi in cui le donne esprimono la loro sessualità. È un campo giovane ma che sta crescendo rapidamente. Notevoli sessuologhe femministe includono Anne Fausto-Sterling e Gayle Rubin.
Un notevole lavoro radicale femminista sulla sessualità femminile è il The Myth of the Vaginal Orgasm (Mito dell'Orgasmo vaginale, 1968) di Anne Koedt, che avanza l'idea che l'orgasmo vaginale sia un mito patriarcale.

## Femminismo e violenza sessuale
La cultura dello stupro è un concetto usato per descrivere una cultura in cui la violenza sessuale e lo stupro sono comuni e in cui gli atteggiamenti, le norme, le pratiche e i mezzi prevalenti normalizzano, scusano, tollerano o persino condonano la violenza sessuale. Esempi di comportamenti comunemente associati alla cultura dello stupro comprendono la colpevolizzazione della vittima, la sua definizione di "puttana" o disonorata, l'oggettivazione sessuale e la banalizzazione della stessa violenza contro le donne. La cultura dello stupro è stata utilizzata per modellare il comportamento all'interno dei gruppi sociali, compresi i sistemi di carcerazione in cui la violenza dei carcerati è comune e le aree di conflitto in cui gli stupri di guerra vengono utilizzati come arma della guerra psicologica. Anche interi paesi sono stati dichiarati essere immersi nella cultura dello stupro.
Sebbene il concetto di "coltivazione dello di stupro" sia una teoria generalmente accettata nel mondo accademico femminista, esiste ancora un disaccordo su quella che può essere definita una cultura dello stupro e in che misura una determinata società soddisfa i criteri per essere considerata come tale.
La cultura dello stupro è stata osservata in correlazione con altri fattori e comportamenti sociali. La ricerca identifica la correlazione tra i miti della violenza, la colpevolezza della vittima e la trivializzazione della violenza con un'aumentata incidenza nel razzismo, nell'omofobia, nell'età, nel classismo, nell'intolleranza religiosa e in altre forme di discriminazione.
La cultura dello stupro esiste ancora in molti paesi musulmani.

## Femminismo e molestie sessuali
Le femministe sono state cruciali per lo sviluppo della nozione di molestia sessuale e per la codificazione delle leggi contro le stesse. Catharine MacKinnon fu tra i primi a scrivere sul tema della molestia sessuale. Il libro di MacKinnon Sexual Harassment of Working Women: A Case of Sex Discrimination (Molestie sessuali tra le donne che lavorano: un caso di discriminazione sessuale) è l'ottavo libro legale statunitense più citato pubblicato dal 1978, secondo uno studio pubblicato da Fred Shapiro nel gennaio 2000.

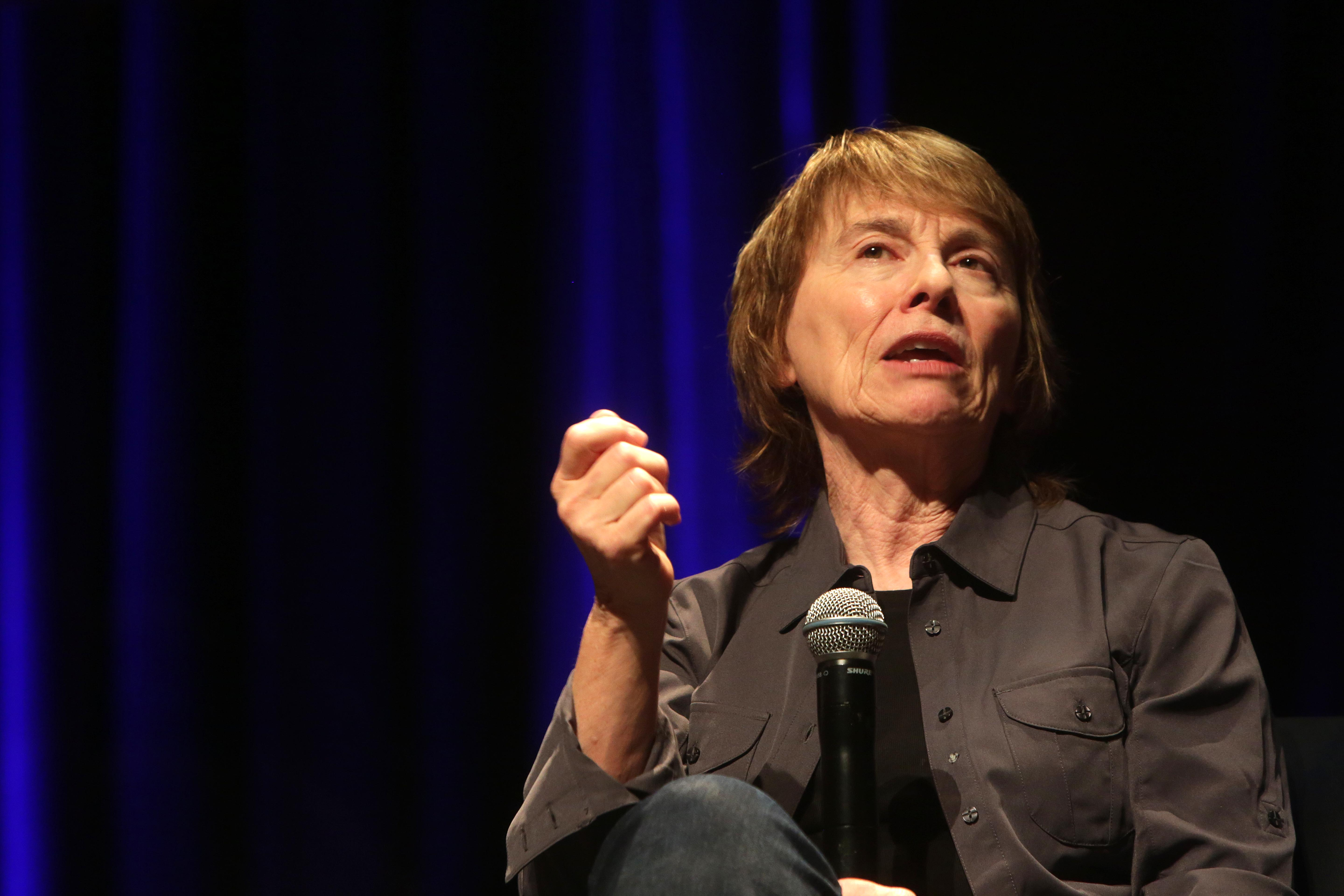
La femminista Camille Paglia critica la nozione stessa di molestia sessuale.

Alcune femministe liberali e femministe individualiste hanno criticato la nozione di molestie sessuali. Camille Paglia afferma che le ragazze possono finire per agire in modo tale da rendere più facile la molestia sessuale, per esempio atteggiandosi a "carine", diventando in tal modo un facile bersaglio. Paglia ha commentato in un'intervista concessa a Playboy: "dimmi il grado in cui la tua bellezza può invocare la gente a dire cose stravaganti e pornografiche, talvolta per violare la tua bellezza. Più si arrossisce, più le persone vogliono farlo". Jane Gallop ritiene che le leggi sulle molestie sessuali siano state abusate da coloro che lei chiama "femministe vittimarie", al contrario delle "femministe di potere" come chiama se stessa.

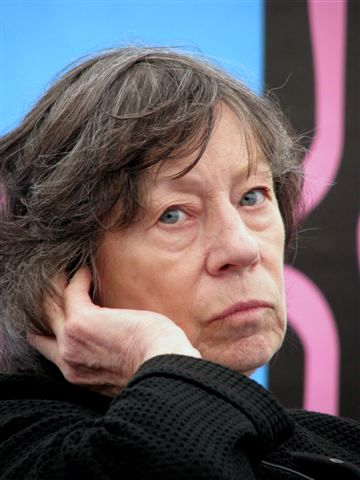
La femminista Laura Mulvey ha elaborato la teoria dello "sguardo maschile".

## Femminismo e oggettivazione sessuale
Il concetto di oggettivazione sessuale e, in particolare, l'oggettivazione delle donne, è un'idea importante nella teoria femminista e nelle teorie psicologiche derivate dal femminismo. Molte femministe considerano l'oggettivazione sessuale come sgradevole e di come essa svolga un ruolo importante nella disuguaglianza di genere. Alcuni commentatori sociali, tuttavia, sostengono che alcune donne moderne si oggettivano come un'espressione del loro potere di emanazione sugli uomini, mentre altri sostengono che l'aumento della libertà sessuale per le donne, i gay e gli uomini bisessuali ha portato ad un aumento dell'oggettivazione degli uomini.

### Lo "sguardo maschile"
Quella dello  "sguardo maschile" è una teoria femminista sviluppata da Laura Mulvey nel 1975. Lo sguardo maschile si verifica quando il pubblico, o lo spettatore, viene messo nella prospettiva di un maschio eterosessuale. Mulvey ha sottolineato che lo sguardo maschile dominante nei film del cinema statunitense (con Hollywood come punto di riferimento) riflette e soddisfa l'inconscio maschile: la maggior parte dei registi sono maschi, quindi lo sguardo voyeuristico della telecamera è maschile; i personaggi maschili nei vari generi cinematografici rendono le donne gli oggetti del loro sguardo; ed inevitabilmente lo sguardo dello spettatore riflette gli sguardi voyeuristici maschili della macchina fotografica e degli attori maschi.
Quando il femminismo caratterizza lo "sguardo maschile" appaiono alcune questioni come quella per l'appunto del voyeurismo (scopofilia), dell'oggettivazione, del feticismo ed infine quella delle donne viste esclusivamente come oggetto del piacere maschile. Mary Anne Doane dà un esempio di come il voyeurismo può essere visto attraverso lo sguardo maschile: "il cinema silenzioso, attraverso la sua insistente iscrizione di scenari di voyeurismo, concepisce il piacere di osservazione del suo spettatore in termini di occhieggiamento maschile, dietro lo schermo, riducendo la posizione dello spettatore rispetto alla donna sullo schermo".